# 1. Liga (Polen) 2008/09
Die 1. Liga 2008/09 war die 61. Spielzeit der zweithöchsten polnischen Fußball-Spielklasse der Herren, die bis zur Vorsaison 2. Liga hieß. Die Saison begann am 26. Juli 2008 und endete am 5. Juni 2009. Es nahmen insgesamt achtzehn Vereine teil.
Absteiger aus der Ekstraklasa waren Zagłębie Lubin, Korona Kielce und Widzew Łódź. Aufsteiger aus der dritten polnischen Liga waren Dolcan Ząbki, Flota Świnoujście, Górnik Łęczna und GKP Gorzów Wielkopolski.

## Teilnehmer
An der 1. Liga 2008/09 nahmen folgende 18 Mannschaften teil:
| - Dolcan Ząbki - Flota Świnoujście - GKP Gorzów Wielkopolski - GKS 1962 Jastrzębie - GKS Katowice - Górnik Łęczna - Kmita Zabierzów - Korona Kielce - Motor Lublin - Odra Opole - Podbeskidzie Bielsko-Biała - Stal Stalowa Wola - Tur Turek - Warta Posen - Widzew Łódź - Wisła Płock - Zagłębie Lubin - Znicz Pruszków |

## Abschlusstabelle
| Pl. | Verein                      | Sp. | S  | U  | N  | Tore    | Diff. | Punkte |
| --- | --------------------------- | --- | -- | -- | -- | ------- | ----- | ------ |
| 1.  | Widzew Łódź 1 (A)           | 34  | 21 | 9  | 4  | 055:230 | +32   | 72     |
| 2.  | Zagłębie Lubin (A)          | 34  | 21 | 6  | 7  | 068:330 | +35   | 69     |
| 3.  | Korona Kielce 1 (A)         | 34  | 18 | 7  | 9  | 051:370 | +14   | 61     |
| 4.  | Podbeskidzie Bielsko-Biała  | 34  | 17 | 8  | 9  | 060:290 | +31   | 59     |
| 5.  | Górnik Łęczna               | 34  | 16 | 9  | 9  | 049:360 | +13   | 57     |
| 6.  | Znicz Pruszków              | 34  | 16 | 7  | 11 | 042:290 | +13   | 55     |
| 7.  | Flota Świnoujście (N)       | 34  | 16 | 5  | 13 | 043:370 | +6    | 53     |
| 8.  | Dolcan Ząbki (N)            | 34  | 14 | 7  | 13 | 035:310 | +4    | 49     |
| 9.  | Wisła Płock                 | 34  | 13 | 8  | 13 | 045:430 | +2    | 47     |
| 10. | Warta Posen                 | 34  | 13 | 7  | 14 | 044:450 | −1    | 46     |
| 11. | GKS Katowice                | 34  | 11 | 11 | 12 | 037:420 | −5    | 44     |
| 12. | Stal Stalowa Wola           | 34  | 11 | 10 | 13 | 033:340 | −1    | 43     |
| 13. | GKS 1962 Jastrzębie 2       | 34  | 11 | 8  | 15 | 037:480 | −11   | 41     |
| 14. | GKP Gorzów Wielkopolski (N) | 34  | 9  | 9  | 16 | 039:540 | −15   | 36     |
| 15. | Motor Lublin 2              | 34  | 6  | 14 | 14 | 021:360 | −15   | 32     |
| 16. | Tur Turek (N)               | 34  | 6  | 12 | 16 | 029:560 | −27   | 30     |
| 17. | Odra Opole                  | 34  | 6  | 7  | 21 | 022:510 | −29   | 25     |
| 18. | Kmita Zabierzów 3           | 34  | 3  | 12 | 19 | 011:570 | −46   | 21     |

| (A) | Absteiger aus der Ekstraklasa 2007/08 |
| (N) | Aufsteiger aus der 2. Liga 2007/08    |

Anmerkungen:

## Relegation
Die Relegationsspiele zwischen den beiden Drittplatzierten der beiden Staffeln der 2. Liga und dem Dreizehnten und Vierzehnten der 1. Liga fanden am 9. und 12. Juni 2009 statt.
|               | Gesamt |                         | Hinspiel | Rückspiel |
| ------------- | ------ | ----------------------- | -------- | --------- |
| Ślęza Wrocław | 0:6    | GKP Gorzów Wielkopolski | 0:5      | 0:1       |
| Start Otwock  | 1:2    | GKS 1962 Jastrzębie     | 1:1      | 0:1       |

## Torschützenliste
| Pl. | Name                | Team                       | Tore |
| --- | ------------------- | -------------------------- | ---- |
| 1.  | Ilijan Mizanski     | Zagłębie Lubin             | 26   |
| 2.  | Marcin Robak        | Widzew Łódź                | 20   |
| 3.  | Krzysztof Chrapek   | Podbeskidzie Bielsko-Biała | 18   |
| 4.  | Łukasz Cichos       | Tur Turek, Korona Kielce   | 12   |
| 4.  | Emil Drozdowicz     | GKP Gorzów Wielkopolski    | 12   |
| 4.  | Szymon Pawłowski    | Zagłębie Lubin             | 12   |
| 7.  | Michał Goliński     | Zagłębie Lubin             | 11   |
| 8.  | Edi Andradina       | Korona Kielce              | 10   |
| 8.  | Przemysław Oziębała | Widzew Łódź                | 10   |
| 8.  | Adrian Paluchowski  | Znicz Pruszków             | 10   |